# 8 Pułk Policji SS (galicyjski)
8 Galicyjski Ochotniczy Pułk SS (policyjny) (Galizisches SS Freiwilligen Regiment 8 (Polizei)) – niemiecki pułk policyjny SS, utworzony 20 września 1943 z ukraińskich ochotników, zgłaszających się po ogłoszeniu naboru do 14 Dywizji Grenadierów SS i niemieckiej kadry dowódczej. 

## Historia
Z nieprzyjętych do dywizji ochotników utworzono pułki policji SS o numerach 4, 5 (5 lipca 1943), 6 (6 sierpnia 1943), 7 (6/12 sierpnia 1943), 8 (20 września 1943). Pułk został utworzony 20 września 1943 w Maastricht, w składzie 3 batalionów, przy wykorzystaniu kadry z rozwiązanej właśnie IV Szkoły Policyjnej (Polizei Waffen Schule IV). Dowódcą pułku był ppłk Schutzpolizei Wilhelm Schwertschlager (ur. w 1895). Pułk został rozwiązany 31 stycznia 1944, a ok. 500 policjantów wcielono do pułku zapasowego 14 Dywizji Grenadierów SS.

## Literatura
- Marek Jasiak, Stanowisko i los Ukraińców w Generalnym Gubernatorstwie (bez Galicji) w latach okupacji niemieckiej, w: Polska-Ukraina. Trudne pytania, t. 4, ISBN 83-908944-7-5.

- Jarosław Gdański,Galicyjska dywizja Waffen SS